# Hrabstwo Nelson (Wirginia)

Piramida wieku hrabstwa

Hrabstwo Nelson – hrabstwo w Stanach Zjednoczonych, w stanie Wirginia. W 2000 roku liczba ludności zamieszkująca hrabstwo wynosiła 14 445. Siedzibą hrabstwa jest Lovingston.

## Geografia
Według spisu hrabstwo zajmuje powierzchnię 1228 km², z czego 1223 km² stanowią lądy, a 5 km² – wody.

### Sąsiednie hrabstwa
- Hrabstwo Augusta – północny zachód
- Hrabstwo Albemarle – północny wschód
- Hrabstwo Buckingham – południowy wschód
- Hrabstwo Appomattox – południe
- Hrabstwo Amherst – południowy zachód
- Hrabstwo Rockbridge – zachód

### CDP
- Arrington
- Lovingston
- Nellysford
- Schuyler
- Shipman